# Regne de Romania
El Regne de Romania va existir entre 1881 i 1947. El seu origen es remunta a 1859, quan els principats de Moldàvia i Valàquia van quedar units sota la regència d'un únic príncep, bastint-se els fonaments del que seria el Regne de Romania. El 1918, després de la Primera Guerra Mundial. Transsilvània, Besaràbia (la Moldàvia Oriental) i Bucovina van quedar unides amb el Regne de Romania, formant-se la Gran Romania. El 1940, amb l'inici de la Segona Guerra Mundial, Transsilvània, Besaràbia i la Dobrudja Meridional van ser cedides a Hongria, la Unió Soviètica i Bulgària respectivament, de les quals només recuperaria la Transsilvània septentrional després de la Segona Guerra Mundial. El 1947, la monarquia va ser reemplaçada per un règim comunista.

## Unificació i monarquia
L'ascens el 1859 d'Alexandru Ioan Cuza com a príncep de Valàquia i Moldàvia, sent nominalment vassalls de l'Imperi Otomà, unificà una identificable nació romanesa sota un únic monarca. El 5 de febrer de 1862 (24 de gener sota el calendari julià), ambdós principats van unir-se per formar Romania, amb Bucarest com la seva capital.

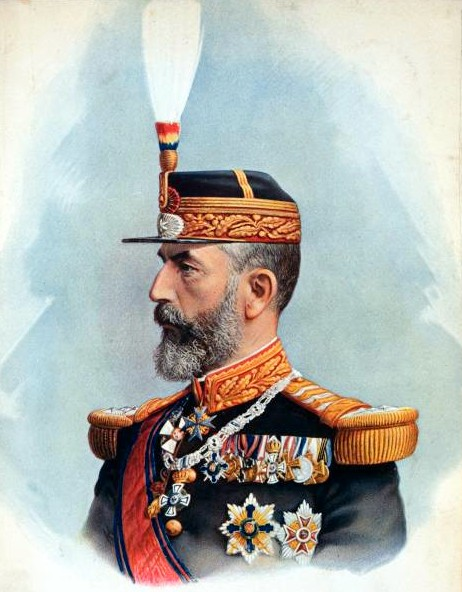
El Rei Carol I (regnat 1866 - 1914)

El 23 de febrer de 1866, l'anomenada Coalició Monstruosa, composta per Conservadors i Liberals Radicals, forçà a Cuza a abdicar. El príncep alemany Carol (Carles) de Hohenzollern-Sigmaringen va ser nomenat Príncep de Romania, en un moviment per assegurar l'aprovació alemanya a la unitat i a la futura independència. Els seus descendents regnarien com a reis de Romania fins a l'ascens dels comunistes el 1947.
El 1877, després de la guerra entre Rússia, Romania i Turquia, Romania va ser reconeguda com a independent pel Tractat de Berlín (1878), i s'annexionà Dobruja, si bé va ser obligada a cedir la Besaràbia meridional (Budjak) a Rússia. Carles va ser coronat com a primer Rei de Romania el 1881.
El nou estat, situat entre els imperis Otomà, Rus i Austrohongarès, amb població eslava a les fronteres sud-oest, sud i nord-est, el mar negre a l'est i veïns magiars a les fronteres oest i nord-oest, mirava cap a l'Europa occidental, concretament cap a França, pels seus models culturals, educatius i administratius.
Abstenint-se de participar en la Primera Guerra dels Balcans contra l'Imperi Otomà, sí que ho feu a la segona, començant la lluita al juny de 1913 contra Bulgària. 330.000 soldats romanesos van travessar la frontera búlgara a través del Danubi. Un exèrcit ocupà la Dobrudja meridional i un altre es mogué cap al nord, amenaçant Sofia. Romania s'annexionà el territori ètnicament mixt de la Dobrudja meridional, que havia ambicionat feia anys.
El 1916, Romania entrà a la I Guerra Mundial al costat de la Triple Entente, però va ser ràpidament derrotada i ocupada per les forces alemanyes i austrohongareses. Romania entrà en un conflicte contra Bulgària, perdent la regió de Dobrudja; però al final de la guerra i amb la derrota de les Potències Centrals, es van crear governa a Transsilvània, Besaràbia i Bucovina, unint-se a Romania mitjançant el Tractat de Saint-Germain (1919) i el Tractat del Trianon (1920).

### Regne Vell de Romania (1881-1918)
El  Regne Vell de Romania (romanès: Vechiul Regat o només Regat; alemany: Regat o Altreich) és un terme col·loquial per referir-se al territori que ocupava el primer estat independent de Romania, que estava compost pels Principats del Danubi (Valàquia i Moldàvia). Es va aconseguir quan, sota els auspicis del Tractat de París, els electors d'ambdós països (nominalment vassalls de l'Imperi Otomà), van votar a Alexandru Ioan Cuza com el seu príncep, aconseguint la unificació de facto. La mateixa regió és definida com el resultat d'aquella acció política, seguida per la inclusió de la Dobrudja Septentrional el 1878, la proclamació del Regne de Romania el 1881 i l'annexió de la Dobrudja Meridional el 1913.
El terme es va començar a fer servir després de la I Guerra Mundial, quan el Vell Regne era oposat a la Gran Romania, que incloïa Transsilvània, Banat, Besaràbia i Bucovina. Avui, el terme manté alguna rellevància històrica, i es fa servir per denominar de manera comuna totes les regions romaneses.
El Partit Nacional Liberal, que estava al poder des de 1876, va mantenir-s'hi fins el 1888,, seguit d'un llarg període de govern del Partit Conservador fins el 1895. La Belle Époque va estar marcat pel govern rotatori bipartidista, instituït per iniciativa del rei Carles I de Romania. Durant el govern rotatori (1895–1916), el país va ser governat alternadament per governs liberals i conservadors cadascun dels quals complia un mandat de quatre anys. El sistema rotatori ja no va ser viable durant el període d'entreguerres, quan l'escena política romanesa es va fragmentar i radicalitzar.

### Primera Guerra Mundial
La campanya militar romanesa acabà en un desastre per a Romania, mentre que les Potències Centrals conquerien dues terceres parts del país i capturaven o mataven la majoria de l'exèrcit romanès en només quatre mesos. No obstant això, Moldàvia seguí en mans romaneses després que les forces invasores fossin detingudes el 1917. Amb el final de la guerra i el col·lapse dels imperis austrohongarès i rus, Bessaràbia, Bucovina i Transsilvània van ser cedides al Regne de Romania el 1918.

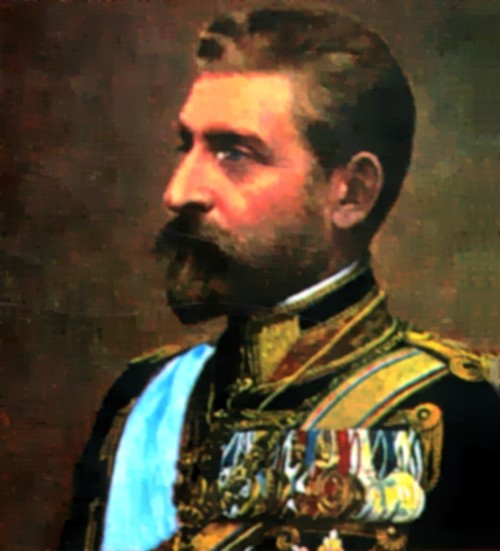
El Rei Ferdinand I
(regnà entre 1914 - 1927)

### Unió amb Transsilvània, Besaràbia i Bucovina
Després de la I Guerra Mundial, Transsilvània, una part del Banat, Bessaràbia (la Moldàvia oriental, entre els rius Prut i Dnièster) i la Bucovina van unir-se a Romania. Excepte alguns territoris a través del riu Dnièster, tos ells estaven units en un únic estat.
Pel Tractat del Trianon de 1920, Hongria renunciava en favor de Romania totes les demandes de l'imperi Austrohongarès sobre Transsilvània. La unió de Bucovina amb Romania va ser ratificada el 1919 pel Tractat de Saint Germain, i amb Bessaràbia mitjançant el Tractat de París de 1920.

## Anys d'entreguerres

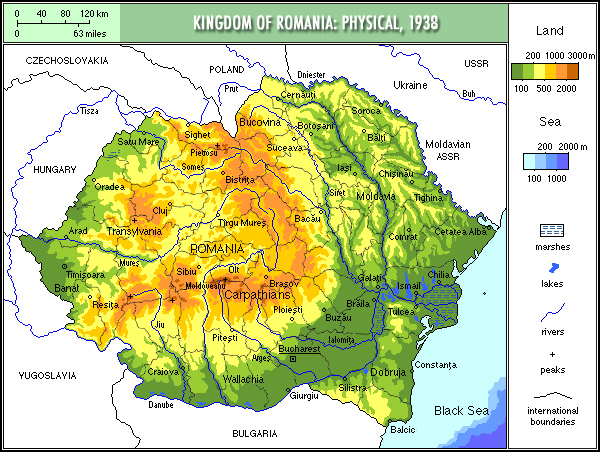
Regne de Romania 1939 (físic)

Mapa administratiu de la Gran Romania amb les províncies històriques

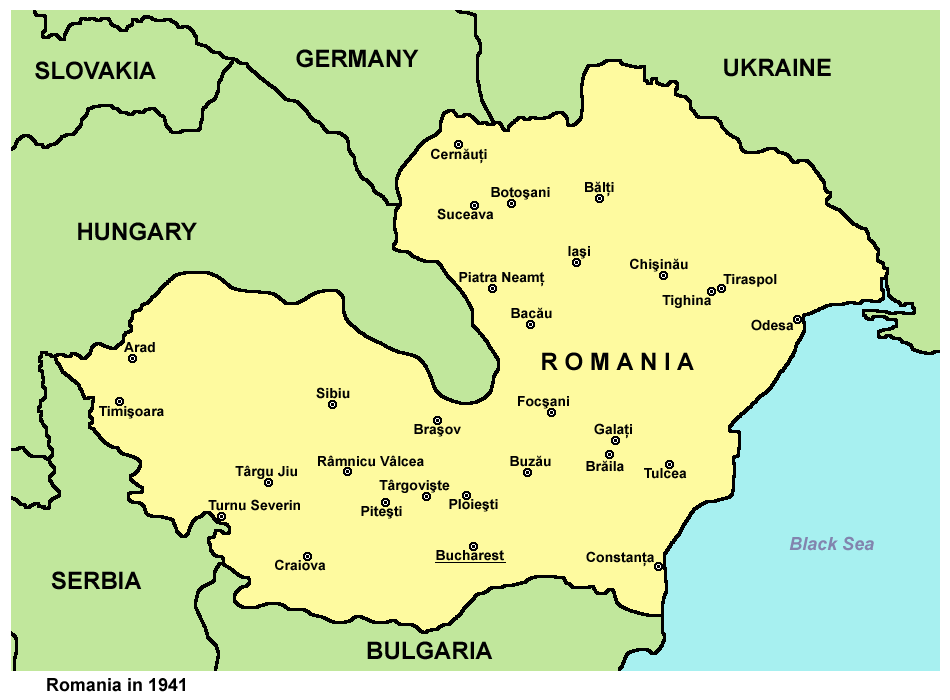
Romania el 1941

L'expressió romanesa România Mare (Gran Romania) es refereix generalment a l'estat del període d'entreguerres, i per extensió, al territori que cobria en aquells temps. Romania assolí la seva major extensió territorial (gairebé 300.000 km²). La Gran Romania, això no obstant, no va sobreviure a la II Guerra Mundial. Fins al 1938, els governs romanesos mantenien les formes, si bé no sempre la substància, d'una monarquia liberal constitucional. El Partit Nacional Liberal, que va ser el dominant durant els any immediatament posteriors a la I Guerra Mundial, es tornà cada cop més clientelista i nacionalista, i el 1927 va ser substituït pel Partit Nacional dels Camperols. Entre 1930 i 1940 van haver uns 25 governs diferents; sobretot en els anys immediats a la Segona Guerra Mundial, en què el conflicte entre la Guàrdia de Ferro i els altres grups polítics s'apropà al nivell de guerra civil. Fins a la mort del seu pare el 1927, el Príncep Carol tenia prohibit succeir al seu pare pels seus diferents escàndols extra-maritals, que van acabar fent-lo renunciar als seus drets al tron. Després d'estar 3 anys a l'exili, amb el seu germà Nicolae servint com a regent i el seu fill Mihai com a rei, Carol tornà a Romania i amb el suport del Partit Nacional dels Camperols es va proclamar rei.

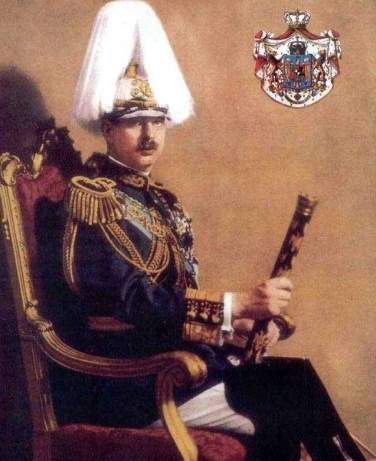
El Rei Carol II (1930-1940)

La crisi econòmica de 1929 afecta greument a Romania, i a inicis de la dècada dels 30 va haver agitació social, una gran taxa d'atur i diverses vagues. En diverses ocasions, el govern romanès va reprendre les vagues i els aldarulls violentament, especialment les vagues dels miners a Valea Jiului i la dels ferroviaris de Griviţa el 1929. A mitjans de la dècada dels 30, l'economia romanesa es recuperà i la indústria va créixer significativament, si bé un 80% dels romanesos encara treballaven a l'agricultura.
A mesura que la dècada dels 30 avançava, la democràcia romanesa es deteriorà a poc a poc, inclinant-se cap a una dictadura feixista. La nova constitució de 1923 donava llibertat al rei per a dissoldre el parlament i convocar eleccions; i com a resultat, Romania va experimentar 25 governs diferents en només una dècada.
A poc a poc, aquests governs van ser dominats per a partits de tall quasi feixista, amb tendències cada cop més ultranacionalistes i antisemítiques. El Partit Nacional Liberal esdevingué més nacionalista que liberal, però igualment perdé el seu domini sobre els polítics romanesos. Va ser eclipsat per partits com el Partit Nacionalista dels Camperols (relativament moderat) i el més radical Front Romanès, la Lliga de la Defensa Nacional Cristiana (LANC) i la Guàrdia de Ferro. El 1935, el LANC va emergir de la fusió entre el Partit Nacional Agrari i el Partit Nacional Cristià. El feixista quasi-místic Guàrdia de Ferro era una escissió del LANC que, encara més que la resta de partits, explotà el nacionalisme, el temor del comunisme i el ressentiment per a la propietat estrangera i la dominació jueva de l'economia.

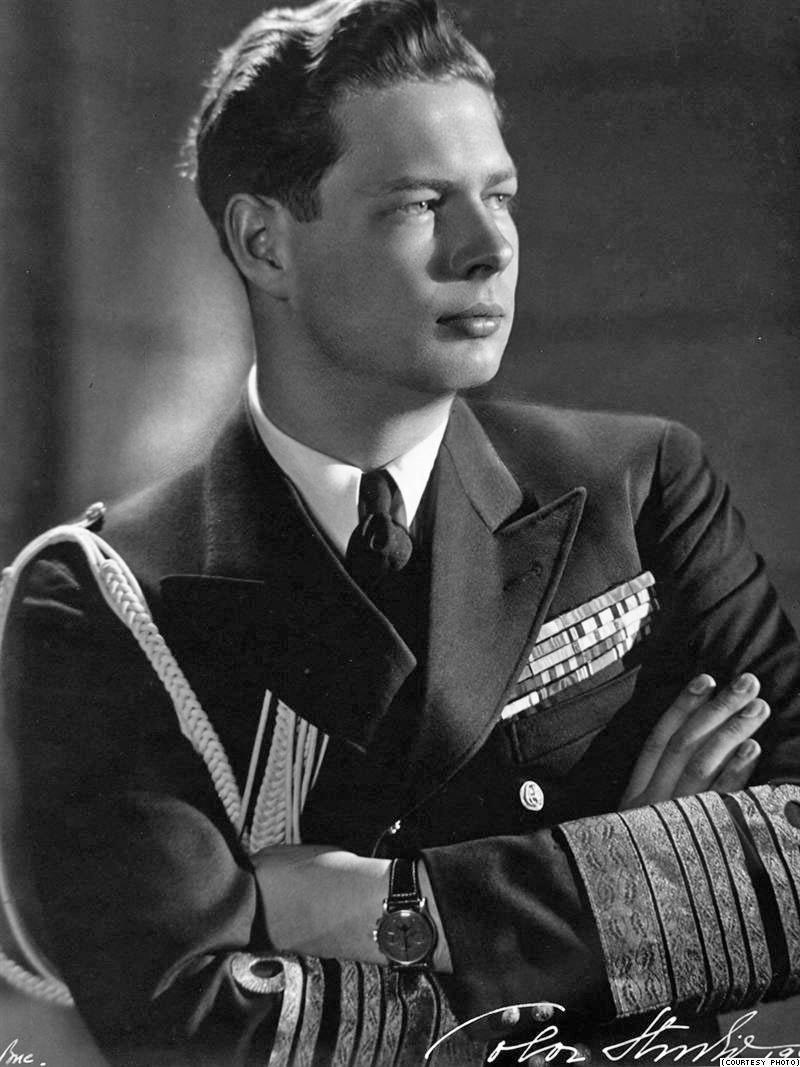
Rei Miquel I durant el seu segon regnat (1940-1947)

A través de la dècada dels 30, aquests partits nacionalistes tenien una relació de desconfiança mútua amb el rei Carles II. Al desembre de 1937, el rei nomenà al líder del LANC (i poeta) Octavian Goga com a primer ministre. En aquell temps, Carol es trobà amb Adolf Hitler que li expressà el seu desig de veure un govern romanès encapçalat per la Guàrdia de Ferro. El 10 de febrer de 1938, el rei Carol II aprofità l'ocasió d'un insult públic de Goga cap a Lupescu com a motiu per dissoldre el govern i instituir una dictadura personal, sancionada 17 dies més tard per una nova constitució segons la qual el rei podia nomenar tots els ministres, i no només al primer.
El 10 de febrer de 1938, per tal d'evitar la formació d'un govern que inclogués ministres de la Guàrdia de Ferro, i tot i que enfrontant-se directament al desig de Hitler, el rei va treure el govern i instituí de nou una nova dictadura reial. L'abril del 1938, Carol arrestà i empresonà al líder de la Guàrdia de Ferro, Corneliu Zelea Codreanu, sent mort la nit del 29 al 30 de novembre, juntament amb altres legionaris, mentre que suposadament intentaven fugir de la presó (si bé tothom estava segur que van ser morts a causa d'una sèrie d'assassinats comesos per comandos de la Guàrdia de Ferro.
La dictadura reial va ser breu. El 7 de març de 1939 es formà un nou govern amb Armand Călinescu com a Primer Ministre; el 21 de setembre, només 3 setmanes després de l'inici de la II Guerra Mundial, Călinescu va ser assassinat per legionaris com a venjança per la mort de Codreanu.
El 1939, Alemanya i la Unió Soviètica van signar el Pacte Molotov-Ribbentrop, que estipulava, entre altres coses, l'interès soviètic en Besaràbia.